# Joyce McDougall
Pour les articles homonymes, voir McDougall.
Joyce McDougall, née à Dunedin (Nouvelle-Zélande) le 26 avril 1920, et morte le 24 août 2011 à Londres, est une psychanalyste et essayiste d'origine néo-zélandaise.

## Biographie
Joyce McDougall, née Hilary Joyce Carrington, est née en Nouvelle-Zélande, dans une famille de commerçants issus de l'immigration anglaise. Elle s'intéresse à la psychanalyse et décide de faire des études de psychologie, puis réalise sa formation de psychanalyse à Londres. Elle s'installe ensuite à Paris, et devient membre titulaire de la Société psychanalytique de Paris. 
Elle est membre de l'Association for psychosomatic Medecine de New York, et de la New York Freudian Society.
Elle enseigne à l'Object Relations Institute de New York. Elle a participé aux conférences du Mind and Life Institute, qui a pour but de promouvoir un dialogue entre la science et le bouddhisme. Jean-Luc Donnet, l'un de ses analysants devenus analystes, relate une séquence sur l'interprétation du sexuel infantile dans le transfert.

## Pensée
McDougall s'intéressait à de nombreux sujets, notamment l'addiction et le psychosomatique, mais aussi à la bisexualité, travaillant avec Robert Stoller. Elle publie en 1978 un ouvrage intitulé Plaidoyer pour une certaine anormalité dans lequel elle dénonce une «normopathie», c'est-à-dire une pathologie de la norme, qui lui semble être en vigueur chez un certain nombre de ses collègues psychanalystes à l'égard des questions sexuelles.

## Publications

### Ouvrages
- Plaidoyer pour une certaine anormalité, Paris, Gallimard, 1978.
- Dialogue avec Sammy, avec Serge Lebovici, Paris, Payot, 2001,  (ISBN 2-228-22280-1)
- Théâtres du Je, 1982, Paris, Gallimard, Folio, 2004,  (ISBN 2-07-031429-4)
- Théâtre du corps, 1989 (Théâtres du corps : Le psychosoma en analyse, Paris, Gallimard, Folio, 2003,  (ISBN 2-07-042986-5)
- Éros aux mille et un visages, 1996, Paris, Gallimard,  (ISBN 2-07-074579-1)
- Quand l'esprit dialogue avec le corps, Daniel Goleman, Éditeur Guy Trédaniel 11/1998, participation,  (ISBN 978-2-85707-926-2)
- « Les rêves et l'inconscient », in Dormir, rêver, mourir : explorer la conscience avec le Dalaï-Lama, Francisco J. Varela, Claude B. Levenson, Paris, Nil éditions, 1998,  (ISBN 2-84-111099-0) : retranscription de la 4e conférence « Esprit et vie » avec l'actuel Dalaï Lama.
- Donald Winnicott The Man : Reflections and Recollections (The Donald Winnicott Memorial Lecture) [2003], Karnac Books,  (ISBN 978-1-85575-924-4)

### Direction d'ouvrages, participation à des ouvrages collectifs
- Joyce McDougall (dir.) L'artiste et le psychanalyste, Paris, PUF, collection Petite bibliothèque de psychanalyse, 2008,  (ISBN 978-2-13-057171-1)
- Joyce McDougall, « Perversion », dans Alain de Mijolla (dir.), Dictionnaire international de la psychanalyse 2. M/Z, Paris, Hachette, 2005 (ISBN 2-0127-9145-X), p. 1272-1274.
- La sexualité perverse: études psychanalytiques, Ilse Barande et Robert Barande et al. Joyce Mc Dougall, J., M'Uzan, M. De, David, C., Major, R., Stewart, S. (1972). Paris, Payot.
- Le Divan de Procuste : le poids des Mots, le mal-entendu du sexe. Mannoni, O., Mc Dougall, J., Vasse, D., Dethiville, L. (1987). Paris, Denoël.
- Anorexie, addictions et fragilités narcissiques, J. McDougall, V. Marinov, F. Brelet-Foulard, Paris, PUF, coll. « Petite bibliothèque de psychanalyse », 2001,  (ISBN 2-13-051922-9)